# Diamond Aircraft Industries
Diamond Aircraft Industries (Даймонд эйркрафт индастриз) — австрийский производитель самолётов авиации общего назначения и мотопланеров.

## История

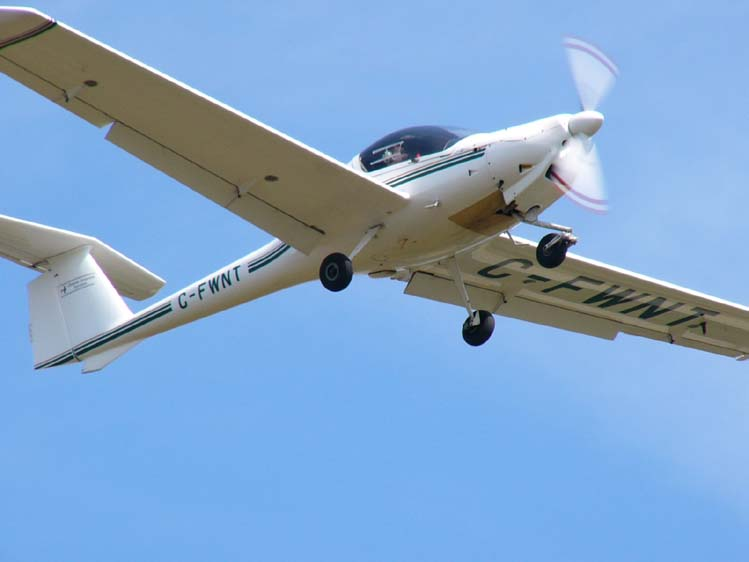
DA20-A1 Katana

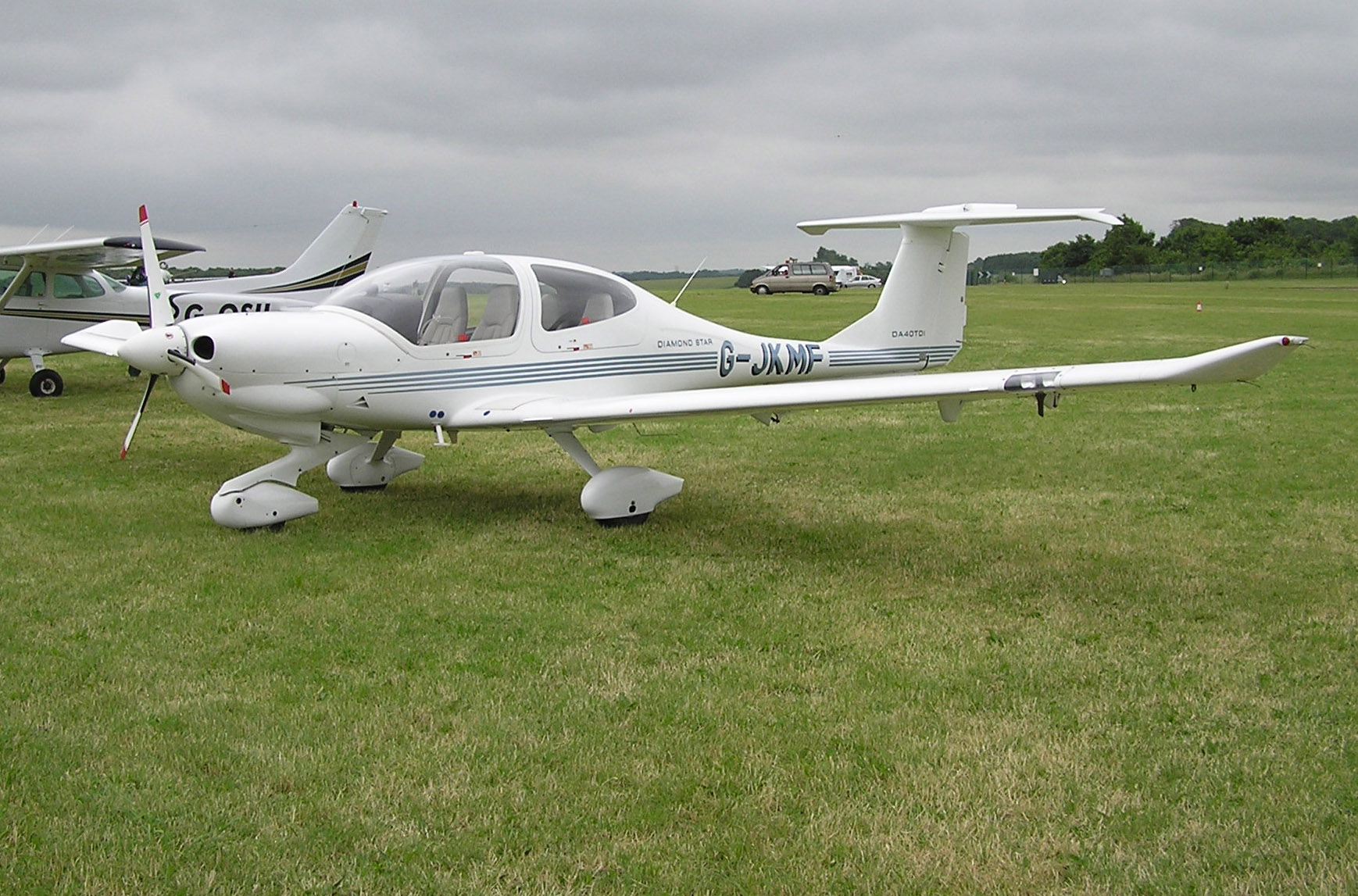
Diamond DA40-TDI Diamond Star

Компания основана в городе Фризах, Австрия в 1981 под названием Hoffmann Flugzeugbau для производства композитных мотопланеров H36. Производство Hoffman Aircraft Limited начала в 1985, тогда же штаб-квартира была переведена в Вену, Австрия и началось строительство модели MkII. В 1987 аэропорт в Винер-Нойштадт, стал новым местоположением компании. В 1991 родительская компания была переименованным в HOAC AG и приобрела Dries Family. В том же самом году Diamond начал работу над мотопланерами HK36R и Rotax 912, которые были предшественниками DV20 Katana (первого самолёта Diamond серии однодвигательных самолётов GA).

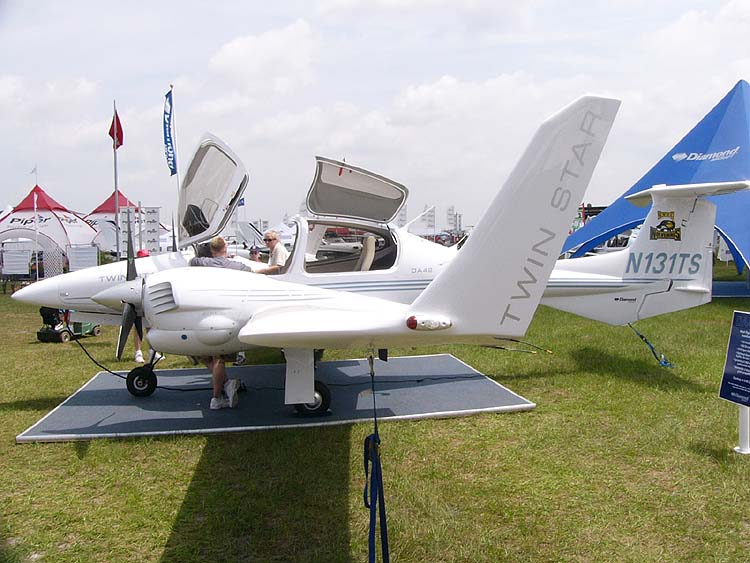
Diamond DA42 TwinStar

В 1992 с целью получения выхода на рынок Северной Америки компания открыла производственные мощности в Лондоне, Онтарио, Канада. Этот завод получил название Dimona Aircraft, которое впоследствии было изменено на Diamond Aircraft в 1996.
Самолёт австрийской разработки DV20 Katana был сертифицирован в 1993, первый аппарат канадского производства поднялся в воздух в 1995. Он получил Премию Орла Flight Magazine за лучший лёгкий самолёт года. 1997 год отмечен постройкой 500-го DV20 и начала производства DA20-C1 с ещё лучшими лётными характеристиками и грузоподъёмностью. DA20-C1 Eclipse (усовершенствованная версия DA20-C1) также пошла в производство.
В 2011 компания продала контроль в канадской дочерней компании Дубайскому фонду Medrar Financial Group для поддержания производства и развития программы D-jet. Однако сделка была разорвана в начале 2013. Diamond приостановили программу D-jet и вернулись к поиску инвестора.
В 2013 Ростех объявил о сотрудничестве с Diamond по созданию в России производства самолётов на 9 и 19 пассажиров. Общие инвестиции в проект составят около 10 млрд руб. до 2018 года.
Также в январе 2013 было объявлено, что Austro Engine (дочерняя компания Diamond Aircraft Industries) завершает разработку нового Роторно-поршневого двигателя весом 27 кг и мощностью 80 л.с. (58 кВт) (AE80R).

## Продукция компании

### Самолёты и планёры
- H36 мотопланер
- DV20
- DA20-A1 Katana
- DA20-C1 Evolution & Eclipse
- DA40 Diamond Star
- DA42 Twin Star
- DA50 Super Star
- D-Jet

### Симуляторы
- D-SIM-20
- D-SIM-40
- D-SIM-42
- D-SIM-JET